# Убийствен пъзел 2
„Убийствен пъзел 2“ (на английски: Saw II) е продължение на филма на ужасите/трилър Убийствен пъзел. Световната премиера на филма е на 28 октомври 2005 г., а в Австралия - на 17 ноември 2005 г. Дарън Лин Баузмън е режисьор и съсценарист заедно с Лий Уанъл. Целият филм е заснет за 25 дни.
Подзаглавия:
- Oh yes...there will be blood. (О, да... ще има кръв.)
- New game. Different pieces. (Нова игра. Нови парчета.)

## Участници
- Тобин Бел – Джон/Пъзела
- Тим Бърд – Оби
- Джон Фалън – видео техник
- Франки Джи – Ксавие
- Ерик Кнудсен – Дениъл Матюс
- Дина Майър – Кери
- Бевърли Мичъл – Лора
- Тони Напо – Гас
- Глен Плъмър – Джонас
- Шони Смит – Аманда
- Емануел Войе – Едисън
- Дони Уолбърг – Ерик Матюс